# Heßheim
Heßheim ist eine Ortsgemeinde im Rhein-Pfalz-Kreis (Rheinland-Pfalz). Sie gehört der Verbandsgemeinde Lambsheim-Heßheim an.

## Geographie

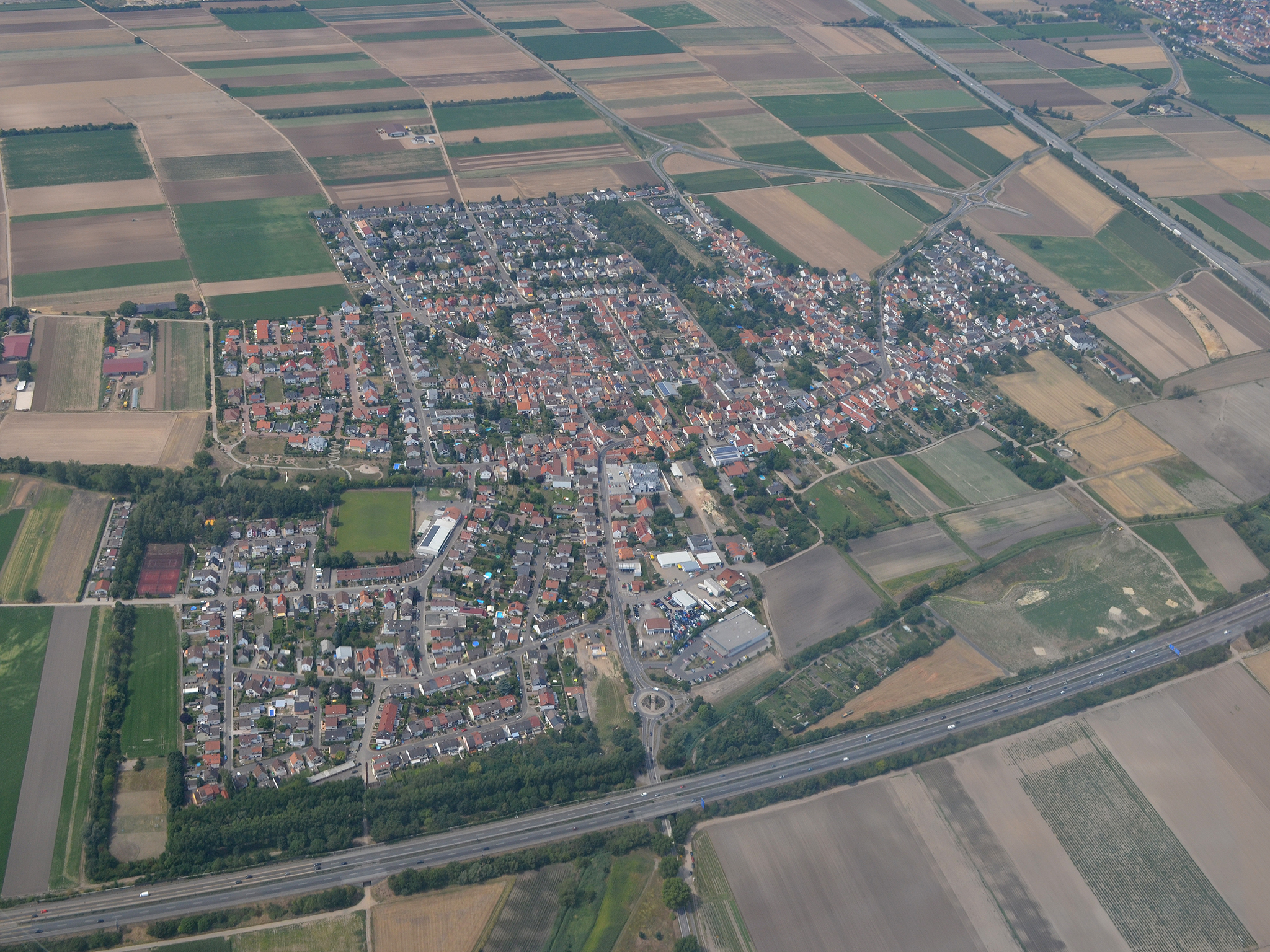
Heßheim aus der Luft

### Lage
Heßheim liegt 4 km westlich der Mittelstadt Frankenthal (Pfalz) und wird von Norden und Osten durch das Autobahnkreuz Frankenthal, in dem die A 6 von der A 61 überquert wird, eingeschlossen.
Zu Heßheim gehören zusätzlich die Wohnplätze Fasanenhof, Finkenhof, Hof am Hohen Rech, Lindenhof, Hof am Weinberg, Kastanienhof, Willersinnstraße 1 und Hof am Bergweg.
Nachbargemeinden sind außer Frankenthal noch Lambsheim im Südwesten, Gerolsheim im Westen, Heuchelheim im Nordwesten und Beindersheim im Nordosten.

### Gewässer
Im Südosten wird Heßheim durch den Nachtweidgraben umflossen, der sich am östlichen Ortseingang von links in den Schrakelbach ergießt. Dieser fließt anschließend östlich der Wohnbebauung und neben der Trasse der Umgehungsstraße von Süd nach Nord, um später in den Eckbach zu münden. Der Altbach bildet die nördliche Gemarkungsgrenze.

## Geschichte

### Mittelalter und frühe Neuzeit
Heßheim wird urkundlich erstmals im Lorscher Codex erwähnt. In dieser im 12. Jahrhundert entstandenen Abschrift älterer Urkunden des Klosters Lorsch findet sich der Name des Ortes auf mehreren Dokumenten, wobei die Quellen das älteste abweichend auf das Jahr 761 bzw. 779 datieren.
Bereits in römischer Zeit existierten auf der Gemarkung des Dorfes Heßheim einige Gehöfte sowie ein Gräberfeld im Bereich des heutigen Ortskerns. Im unbebauten Gebiet nordöstlich des heutigen Dorfes wurden bei Rettungsgrabungen im Jahr 2015 Reste einer früh- und hochmittelalterlichen Siedlung freigelegt, von der 43 Grubenhäuser sowie ein kleines Gräberfeld nachgewiesen werden konnten. Außerdem wurde eine mit reichen Beigaben versehene Frauenbestattung aus der Zeit um 500 entdeckt. Die im heutigen Ortszentrum gelegene Kirche ist erstmals für das Jahr 779 bezeugt. Vermutlich verlagerte sich der Ort dann im Laufe des Hochmittelalters nach Süden in Richtung der dort bereits existierenden Kirche und formte so den neuzeitlichen Siedlungskern.
Das ursprünglich wohl reichsunmittelbare Dorf fiel vermutlich im 12. Jahrhundert an die Grafschaft Leiningen. Nachdem Graf Hesso von Leiningen den Ort 1444 zunächst an die Kurpfalz verpfändete, fiel Heßheim nach dessen Tod im Jahr 1467 dauerhaft bis zum Ende des 18. Jahrhunderts an das Kurfürstentum. Es wurde zunächst dem Amt Dirmstein, ab 1706 dem Unteramt Freinsheim im Oberamt Alzey zugeordnet. Im Rahmen des Wiederaufbaus nach dem Pfälzischen Erbfolgekrieg (1688–1697) setzte auch in Heßheim ein stärkerer Bevölkerungsanstieg ein.

### 19. und 20. Jahrhundert
Die Inbesitznahme des Linken Rheinufers durch französische Revolutionstruppen beendete die alte kurpfälzische Ordnung. Der Ort wurde von 1798 bis 1814 Teil der Französischen Republik (bis 1804) und anschließend des Französischen Kaiserreichs. Heßheim wurde eine Mairie, zugeordnet dem Kanton Frankenthal im Arrondissement Speyer (Spire) des Departements Donnersberg (Mont-Tonnerre). 1815 hatte der Ort insgesamt 480 Einwohner. Nach der Niederlage Napoleons fiel aufgrund der 1815 auf dem Wiener Kongress getroffenen Vereinbarungen die linksrheinische Pfalz zunächst an Österreich und 1816 aufgrund eines Tauschvertrages an das Königreich Bayern. Innerhalb des Rheinkreises (ab 1837 Kreis Pfalz) wurde Heßheim dem Landkommissariat Frankenthal (ab 1862 Bezirksamt Frankenthal) zugeordnet.
Als Folge des Ersten Weltkriegs war die gesamte Region dem französischen Abschnitt der Alliierten Rheinlandbesetzung zugeordnet. Nach dem Zweiten Weltkrieg wurde Heßheim innerhalb der französischen Besatzungszone Teil des damals neu gebildeten Landes Rheinland-Pfalz. Der Ort gehörte zum Landkreis Frankenthal, bis dieser 1969 aufgelöst und sein Ostteil, in dem Heßheim lag, dem damaligen Landkreis Ludwigshafen, seit 2005 Rhein-Pfalz-Kreis, zugeschlagen wurde. 1972 wurde die Verbandsgemeinde Heßheim gebildet, der die eigenständigen Gemeinden Beindersheim, Großniedesheim, Heßheim, Heuchelheim und Kleinniedesheim angehörten. Die Verbandsgemeinde Heßheim wurde am 1. Juli 2014 aufgelöst und aus ihr und der bis dahin verbandsfreien Gemeinde Lambsheim die Verbandsgemeinde Lambsheim-Heßheim neu gebildet.
Im Juni 2010 musste der Ortskern evakuiert werden. Eine Landwirtin hatte am 23. Juni auf einem Acker einen metallenen Gegenstand gefunden und auf den heimischen Bauernhof in der Ortsmitte gebracht. Dort wurde das Fundstück als scharfe Panzersprenggranate aus dem Zweiten Weltkrieg identifiziert. Am 24. Juni wurde die Granate mit einem Roboter des Kampfmittelräumdienstes auf das freie Feld hinter dem Bauernhof transportiert und in einer eigens ausgehobenen Erdgrube kontrolliert gesprengt.

## Religion
Von 1830 bis 1912 existierte vor Ort eine Synagoge.

## Politik

### Gemeinderat

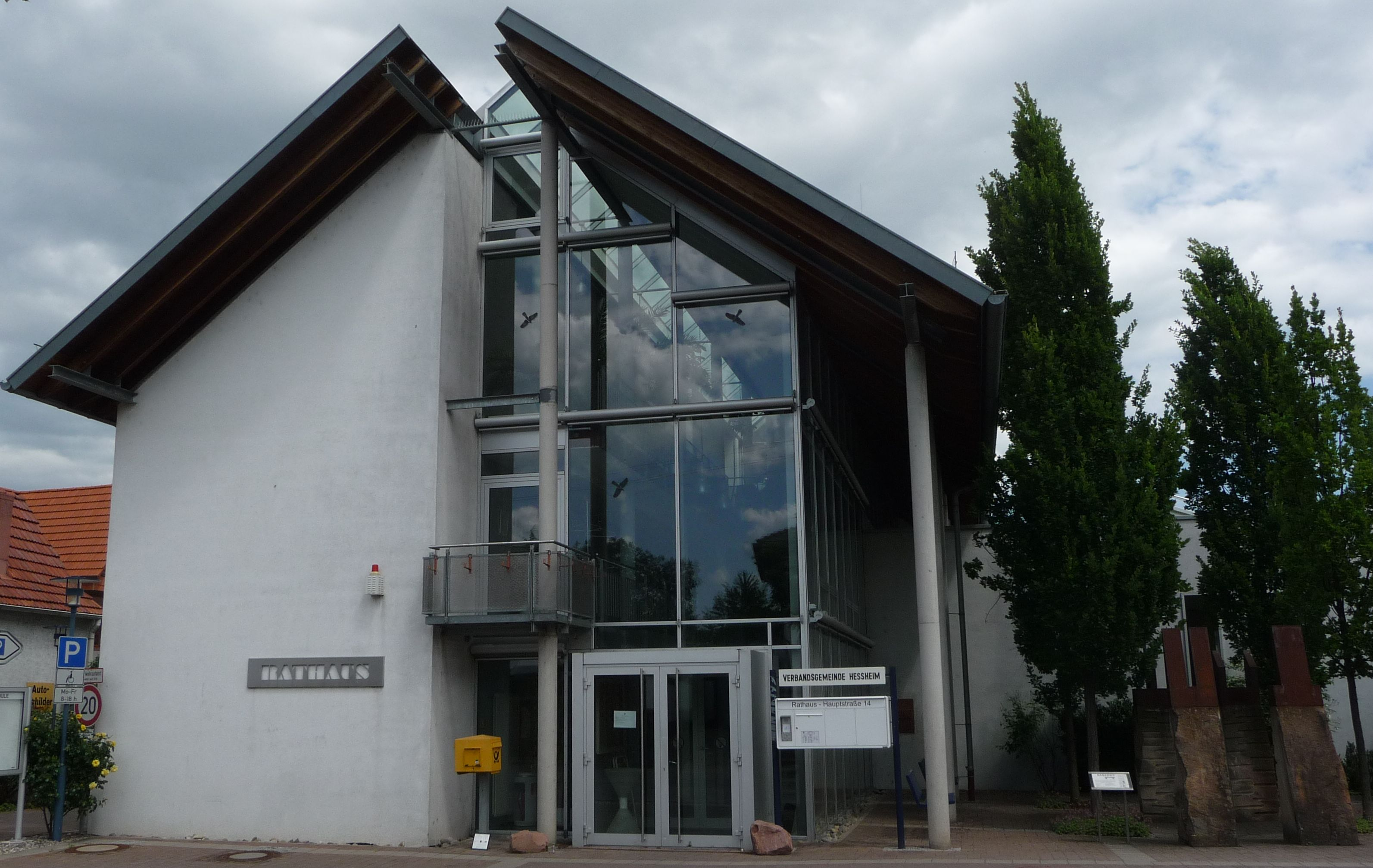
Rathaus der früheren Verbandsgemeinde Heßheim

Der Gemeinderat in Heßheim besteht aus 20 Ratsmitgliedern, die bei der Kommunalwahl am 9. Juni 2024 in einer personalisierten Verhältniswahl gewählt wurden, und dem ehrenamtlichen Ortsbürgermeister als Vorsitzendem.
Die Sitzverteilung im Gemeinderat:
| Wahl | SPD | CDU | FWG | Gesamt   |
| ---- | --- | --- | --- | -------- |
| 2024 | 9   | 7   | 4   | 20 Sitze |
| 2019 | 11  | 6   | 3   | 20 Sitze |
| 2014 | 11  | 7   | 2   | 20 Sitze |
| 2009 | 11  | 7   | 2   | 20 Sitze |
| 2004 | 11  | 9   | –   | 20 Sitze |

- FWG = Freie Wählergruppe Heßheim e. V.

Das rheinland-pfälzische Kommunalwahlgesetz schreibt vor, dass die absolute Mehrheit der Stimmen auch zur absoluten Mehrheit der Sitze führen muss. Doch obwohl die SPD 2014 die absolute Stimmenmehrheit erhalten hatte, wurden ihr infolge einer Unzulänglichkeit im Auswertungsprogramm zunächst nur 10 der 20 Sitze zugeteilt. Den 11. erhielt sie nachträglich zu Lasten der FWG, die den anfangs von der Presse gemeldeten 3. Sitz wieder verlor. Diesen wollte sie sich nun über eine Neuauszählung von der CDU holen. Doch die Neuauszählung hätte nach Meinung der Kommunalaufsicht kein anderes Ergebnis bei der Sitzverteilung erbracht und wurde daher abgelehnt.

### Bürgermeister
Holger Korn (SPD) wurde im Frühjahr 2017 Ortsbürgermeister von Heßheim. Bei der Direktwahl am 26. Mai 2019 wurde er mit einem Stimmenanteil von 81,76 % und am 9. Juni 2024 als einziger Bewerber mit 72,1 % für jeweils weitere fünf Jahre in seinem Amt bestätigt.
Korns Vorgänger Karl Neunreither (SPD) hatte das Amt von 2004 bis 2017 ausgeübt.

### Wappen
| Wappen von Heßheim | Blasonierung: „In Blau auf goldenem Dreiberg stehend ein barhäuptiger Bauer, bekleidet mit silbernem Rock, roter Weste, schwarzen Kniehosen und silbernen Strümpfen, in der erhobenen Rechten einen goldenen Großbuchstaben H haltend und begleitet von drei sechsstrahligen goldenen Sternen, von denen einer rechts, die beiden anderen, übereinander, links stehen.“ |
| Wappen von Heßheim | |

## Kultur und Sehenswürdigkeiten

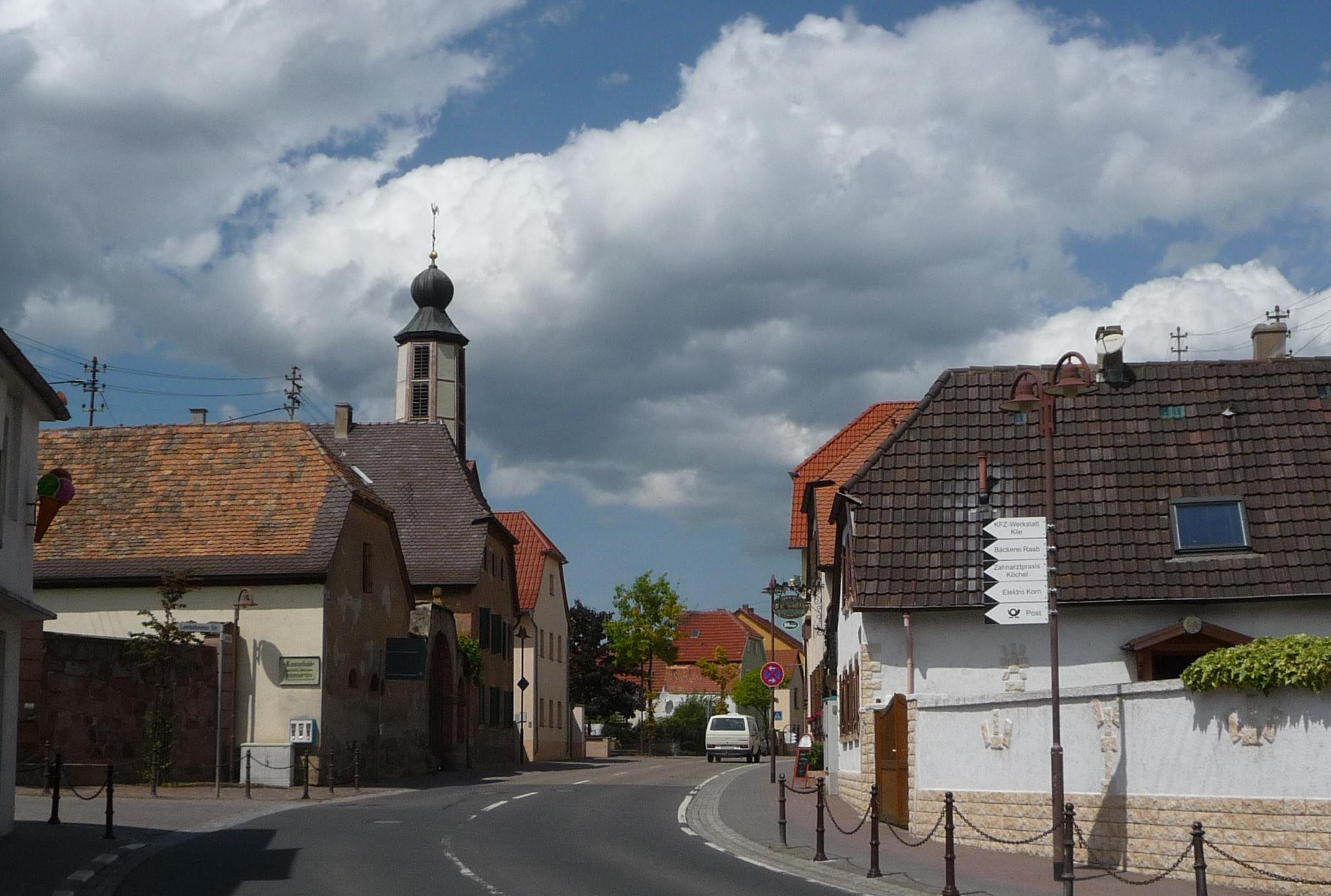
Ortsbild
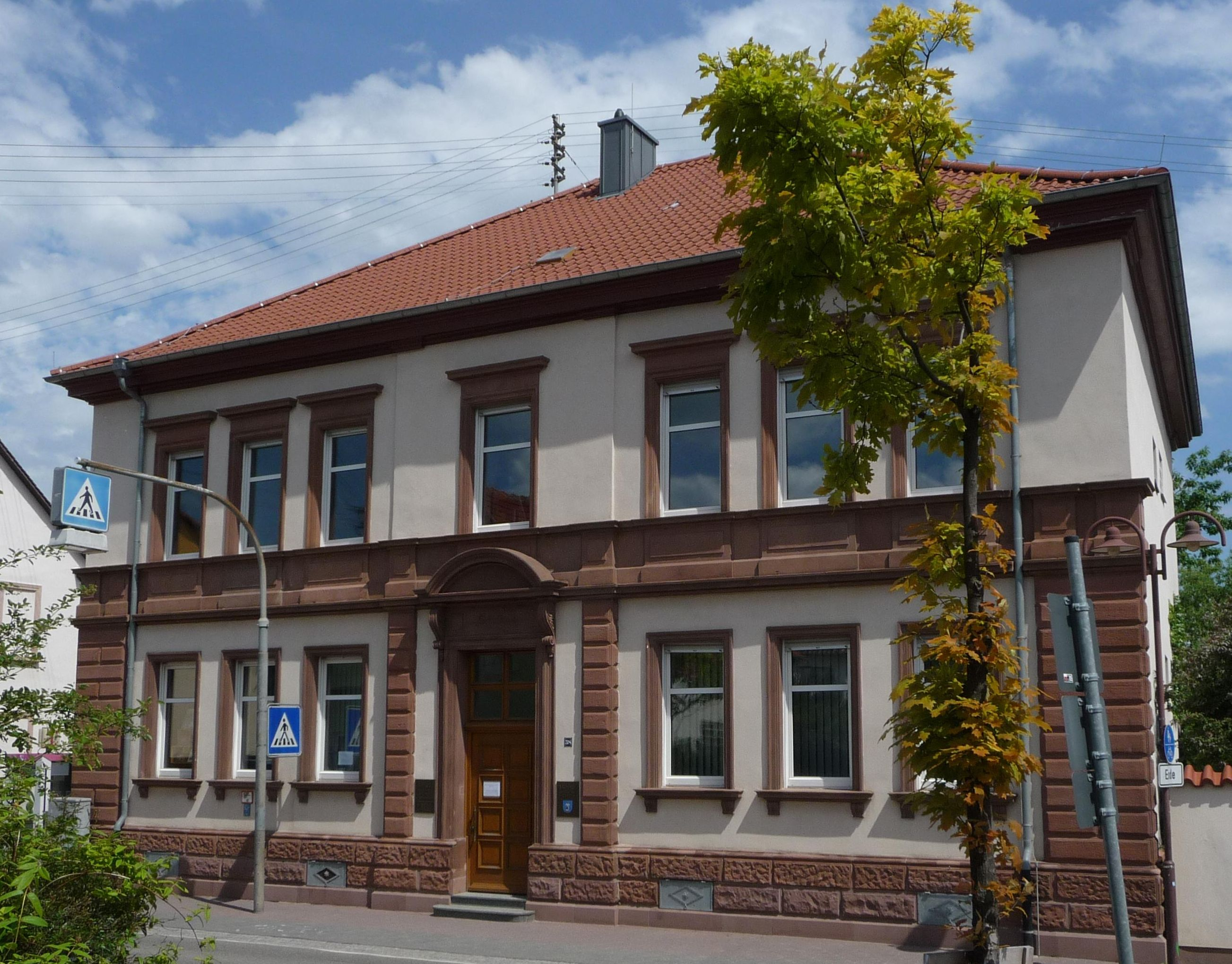
Ehemaliges Schulhaus
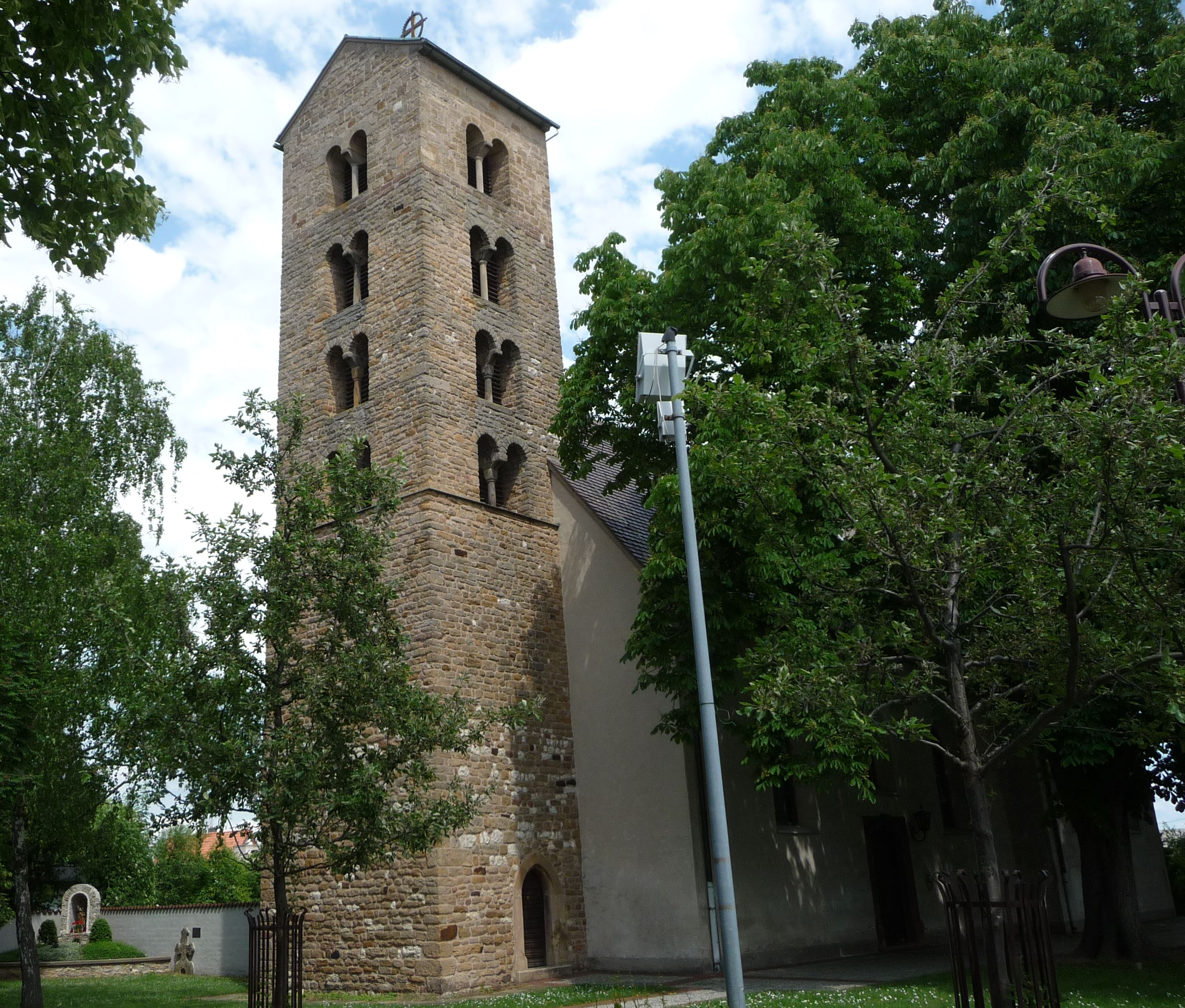
Katholische Kirche St. Martin
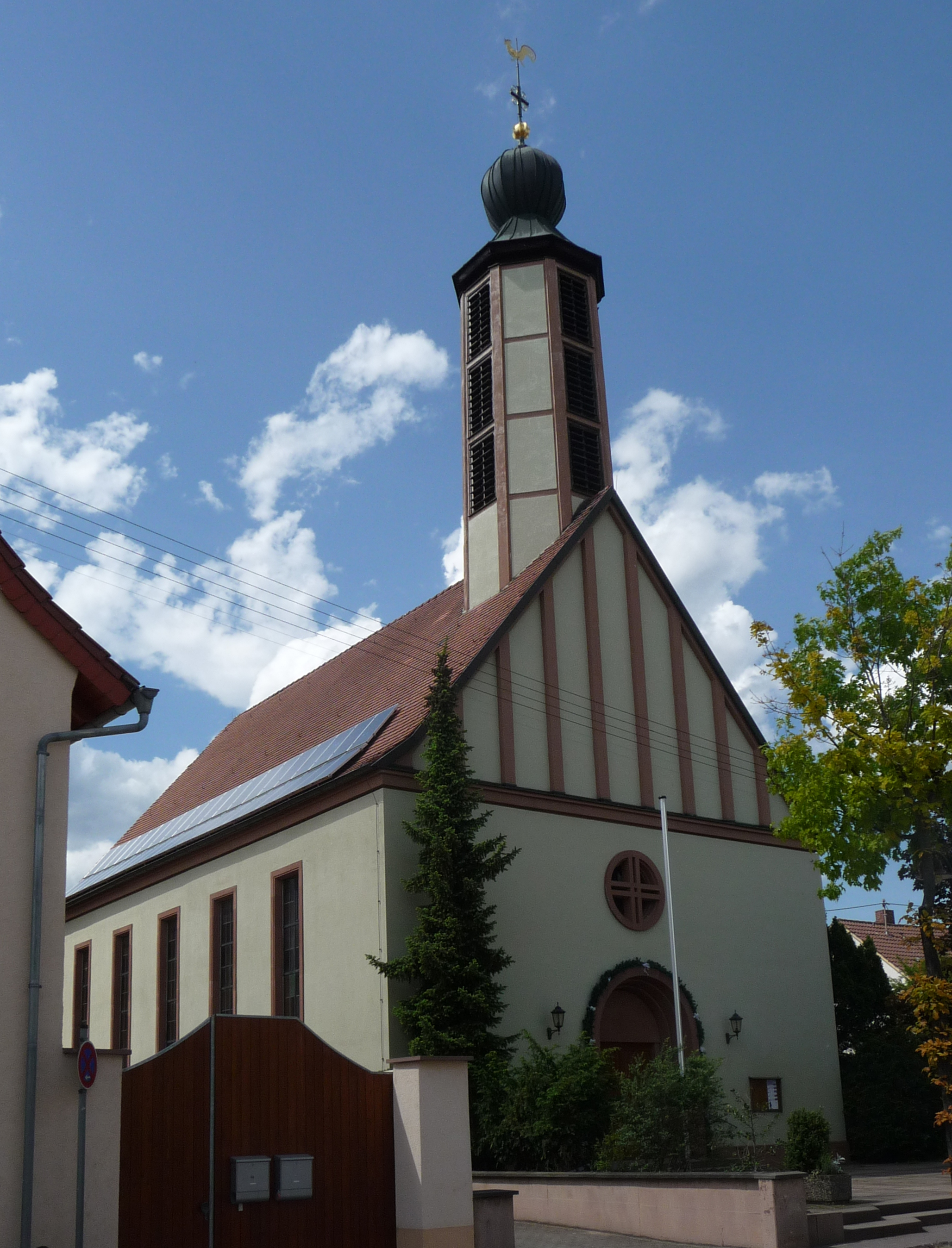
Protestantische Christuskirche

### Kulturdenkmäler
Vor ort befinden sich elf Objekte, die unter Denkmalschutz stehen, darunter die katholische Kirche St. Martin und die protestantische Christuskirche.

### Natur
Innerhalb des Gemeindegebiets existieren insgesamt zwei Naturdenkmale.

## Wirtschaft und Infrastruktur

### Wirtschaft
Heßheim liegt an der Deutschen Grumbeer- und Gemüsestraße, die von Speyer nach Worms verläuft und dem Kartoffel- und Gemüseanbau gewidmet ist. Ein wesentlicher Erwerbszweig in der Gemeinde ist die Landwirtschaft, doch ein Großteil der Einwohner pendelt zu Arbeitsplätzen in der Region beispielsweise nach Ludwigshafen, Mannheim oder Frankenthal. Von 1984 bis 2004 existierte vor Ort das Unternehmen Carell, das Motorradgespanne herstellte. Zudem ist Heßheim Sitz des Verlages Dieter Schölles GmbH.

### Verkehr

#### Straße
Die Gemeinde ist über die Regionalbuslinie 460/461 an das Nahverkehrsnetz angebunden, die eine Verbindung mit Frankenthal und Grünstadt herstellt. Obwohl Heßheim mit dem Autobahnkreuz Frankenthal am Schnittpunkt zweier Autobahnen liegt, fehlt eine direkte Anbindung, nachdem die Gemeinde in den 1980er Jahren hiergegen den Rechtsweg beschritten hatte. Zwar ging der Rechtsstreit in letzter Instanz verloren, doch der Autobahnanschluss wurde während des Prozesses aus dem Bedarfsplan des Landes Rheinland-Pfalz herausgenommen. So ist die Gemeinde lediglich über Landesstraßen, vor allem die Landesstraße 453 (Frankenthal–Grünstadt), an den regionalen Verkehr angebunden. Der nächste Autobahnanschluss befindet sich in fünf Kilometern Entfernung in Form von Frankenthal-Nord und verlangt die Durchfahrt durch das Frankenthaler Industriegebiet. Außer der L 453 verbindet die Landesstraße 520 Heßheim mit Nachbargemeinden, in Form von Gerolsheim und Großkarlbach.
Um das Jahr 2000 wurde am Ostausgang der Gemeinde nach Frankenthal hin ein Verkehrskreisel gebaut. Dieser gerät immer wieder in die Diskussion, da sein enger Radius für Verkehrsbehinderungen und Unfälle verantwortlich gemacht wird. Kurze Zeit nachdem 2009 auf dem Erdhügel in der Kreiselmitte ein Sandsteinportal mit Durchblick auf den Turm der evangelischen Kirche errichtet worden war, fuhr ein Personenkraftwagen im Kreisel geradeaus den Hügel hinauf und brachte das Portal zum Einsturz; es wurde nach mehreren Monaten ersetzt.
Von diesem Kreisel aus leitet seit 2014 eine zweispurige Ortsumgehung die L 453 im Nordosten um Heßheim herum. Wegen der Klagen von vier betroffenen Landwirten gegen den Planfeststellungsbeschluss wurde die Baumaßnahme erst im November 2013 begonnen und nach einem Jahr vollendet. Die Umgehung mündet in den 2014 fertiggestellten zweiten Kreisel nordwestlich der Gemeinde. In diesen wurde 2015/16 auch die L 520 von Gerolsheim her verlängert, die seither im Nordwesten – ebenfalls zweispurig – um den Ort führt. Damit besitzt Heßheim eine durchgehende Ortsumgehung. Die Die Kreisstraße 5 stellt eine Verbindung mit Großniedesheim und Frankenthal her.

#### Bahn
Einen Bahnanschluss hatte Heßheim von 1891 bis 1939, als die Lokalbahn Frankenthal–Großkarlbach auf beziehungsweise neben der Hauptstraße durch den Ort führte.
Der Haltepunkt Heßheim Ort befand sich in der Ortsmitte von Heßheim auf der örtlichen Hauptstraße. Er besaß kein eigenes Empfangsgebäude. Der Fahrkartenverkauf fand in der nahen „Restauration zur Lokalbahn“ statt, in der es auch einen Wartesaal für Fahrgäste gab.
Der Bahnhof Heßheim befand sich am Ortsausgang nach Heuchelheim hin und fungierte hauptsächlich als Güterbahnhof für Heßheim. Er lag an der Heuchelheimer Straße und besaß ein Gütergleis, das auch als Ausweichgleis Zugkreuzungen ermöglichte. Am Ladegleis befand sich ein Kohlenhandel.

### Bildung

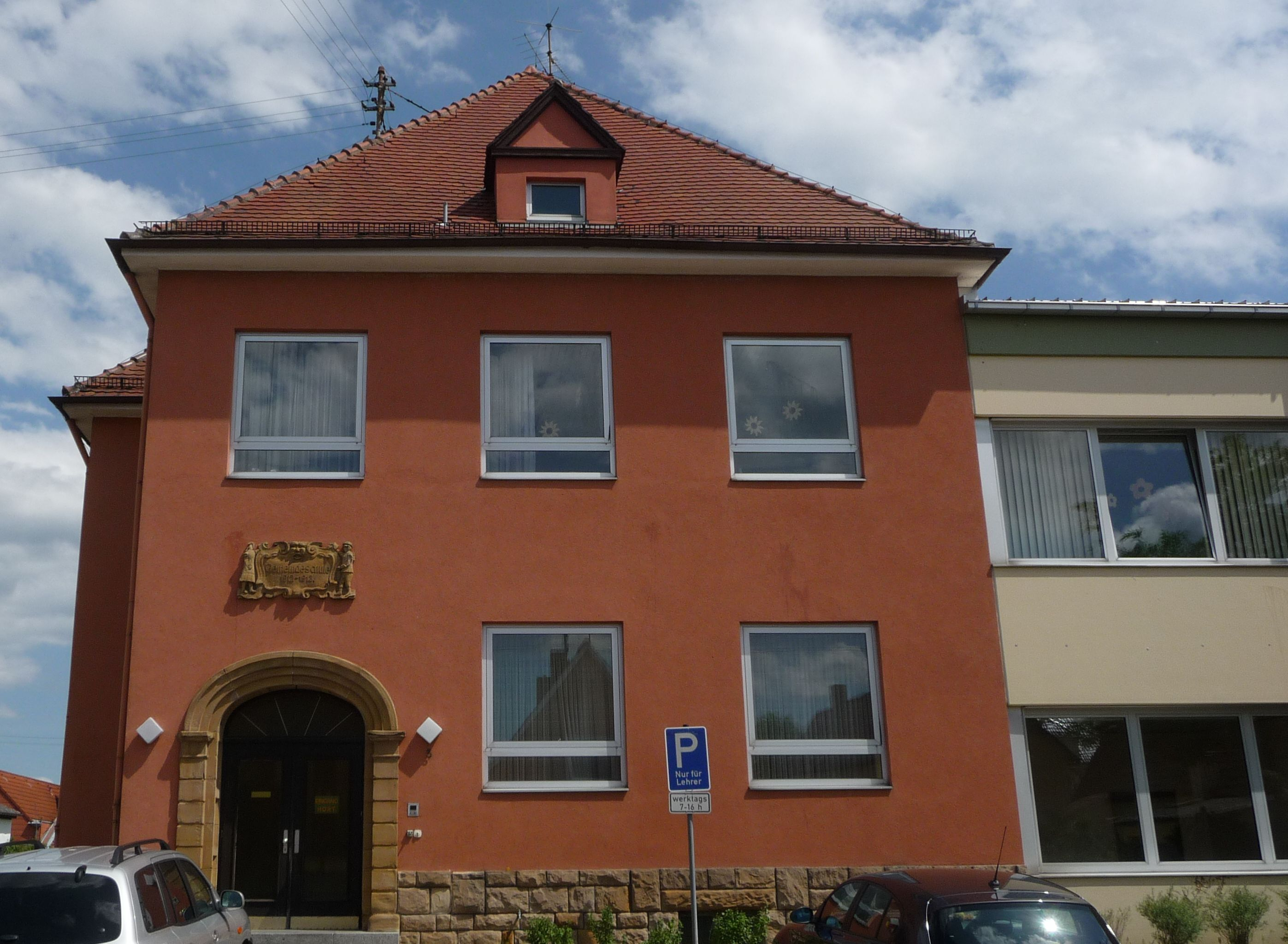
Grundschule

Heßheim besitzt eine Grundschule und einen kommunalen Kindergarten. Für die Erwachsenenbildung ist die Volkshochschule der Verbandsgemeinde zuständig.

### Medien
Tageszeitung für Heßheim ist die in Ludwigshafen erscheinende Rheinpfalz mit ihrer Lokalausgabe Frankenthaler Zeitung.

### Behörden
Die Gemeinde gehört zum Zuständigkeitsbereich des Amtsgerichts Frankenthal.

## Persönlichkeiten

### Söhne und Töchter der Gemeinde
- Friedemann Kessler (* 1949), Pianist und Klavierpädagoge

### Personen, die vor Ort gewirkt haben
- Pieter Schoubroeck (1570/73–1607),  flämischer Maler, war zeitweise vor Ort ansässig
- Christian Scheuber (1960–2021), Jazzmusiker (Schlagzeug, Perkussion, Komposition), lebte in einem Gehöft vor Ort